# Idöns naturreservat
Idöns naturreservat är ett naturreservat på södra änden av Gräsö i Östhammars kommun i Uppsala län.
Området är naturskyddat sedan 2005 och är 175 hektar stort. Reservatet består av en blandning av gammal skog, öppna ängar och hagar.